# 自发地理信息
自发地理信息（Volunteered Geographic Information，縮寫 VGI），是指用户通过在线协作的方式，以普通手持GPS终端、开放获取的高分辨率遥感影像以及个人空间认知的地理知识为基础参考，创建、编辑、管理、维护的地理信息。自发地理信息的概念由M.F. Goodchild 于2007年提出。此概念是用户创建内容(User-generated content, UGC)、Web2.0等思想与地理信息系统相结合的产物，反映了互联网时代地理信息新的获取与应用方式。
開放街圖、維基衛星地圖、Yandex地图编辑器、Google Map Maker都是以采集与管理自发地理信息为基本模式的网络协作项目，它们提供基础地图，并允许用户创建新的地理数据或更新已有数据。自发地理信息被认为是公众参与的地理信息系统在因特网下的发展，它提供了普通人操作和使用地理数据的权利，同时为维护动态更新的开放地理数据库提供了可行的方案。